# Карл Юган Андерссон
Карл Юган Андерссон (швед. Carl Johan Andersson; 4 березня 1827 — 5 липня 1867) — шведський мандрівник.
Народився 1827 року в лені Вермланд, у Швеції.
Вирушив у 1850 році з Френсісом Гальтоном до племен дамара та овамбо. Самотужки добрався в 1853 і 1854 році до озера Нгамі і після повернення до Європи в 1855 році описав свою мандрівку в книзі «Lake Ngami or explorations and discoveries during four years 'wanderings in the wilds of South Western Afrika».
Восени 1856 року Андерссон вирушив знову в Південну Африку. Працював там деякий час наглядачем на копальні в Свакопі, а в 1858—1859 роках з великими труднощами через країну дамари добрався до річки Окаванго, звідки повернувся в Отджітуо (Otjituo). Цю мандрівку він описав у своїй книзі «The Okavango river; a narrative of travel, exploration and adventure». Потім вирушив до Капштадта та оселився в Очімбінгве, де зайнявся торгівлею слоновою кісткою.
У травні 1866 знову вирушив в подорож з метою зробити нові відкриття і досягти річки Кунене. Добравшись до неї, захворів дизентерію, повернувся в район Овакуамбі, де й помер 5 липня 1867 року.